# WASP-3b
WASP-3bはこと座の方角に約727光年の位置にあるWASP-3の周囲を公転している太陽系外惑星である。惑星の質量と半径から木星型惑星であり、組成は木星と類似していると考えられている。主星から近い軌道を公転しているため、平衡温度は1960Kにも達し、ホット・ジュピターに分類される。